# Bernardino González Vázquez
Bernardino González Vázquez  (Frankfurt, 1966. március 29.  –) spanyol nemzetközi labdarúgó-játékvezető. Polgári foglalkozása kereskedelmi képviselő.

## Pályafutása

### Nemzeti játékvezetés
A játékvezetésből 1998-ban vizsgázott, 2001-ben lett a Primera Division játékvezetője. Az aktív nemzeti játékvezetéstől 2010-ben vonult vissza. Pályafutása alatt 1212 mérkőzésen működött közre.
| Időpont              | Helyszín                           | Mérkőzés típusa                 | Mérkőzés                    | Eredmény |
| -------------------- | ---------------------------------- | ------------------------------- | --------------------------- | -------- |
| 2001. szeptember 16. | Benito Villamarín Stadion, Sevilla | első Primera Division mérkőzése | Real Betis Balompié–Belgium | 3 – 1    |

#### Nemzeti kupamérkőzések
Vezetett Kupa-döntők száma: 1.

##### Szuperkupa
| Időpont             | Helyszín                                  | Mérkőzés típusa     | Mérkőzés                  | Eredmény | Nézők száma |
| ------------------- | ----------------------------------------- | ------------------- | ------------------------- | -------- | ----------- |
| 2006. augusztus 17. | Olímpic Lluís Companys Stadion, Barcelona | döntő (1. mérkőzés) | RCD Espanyol–FC Barcelona | 0 – 1    | 26 550      |

### Nemzetközi játékvezetés
A Spanyol labdarúgó-szövetség Játékvezető Bizottsága (JB) terjesztette fel nemzetközi játékvezetőnek, a Nemzetközi Labdarúgó-szövetség (FIFA) 2005-től tartotta nyilván bírói keretében. Több nemzetek közötti válogatott és klubmérkőzést vezetett. FIFA JB besorolás szerint elit kategóriás bíró. A spanyol nemzetközi játékvezetők rangsorában, a világbajnokság-Európa-bajnokság sorrendjében többedmagával a 32. helyet foglalja el 1 találkozó szolgálatával. Az aktív nemzetközi játékvezetéstől 2008-ban búcsúzott. Válogatott mérkőzéseinek száma: 1.

#### Európa-bajnokság
Olaszország rendezte a 2005-ös U17-es labdarúgó-Európa-bajnokságot, ahol az UEFA JB bíróként alkalmazta.
| Időpont         | Helyszín                           | Mérkőzés típusa        | Mérkőzés               | Eredmény |
| --------------- | ---------------------------------- | ---------------------- | ---------------------- | -------- |
| 2005. május 3.  | Városi Stadion, San Giuliano Terme | selejtező (B. csoport) | Horvátország–Hollandia | 2 – 2    |
| 2005. május 8.  | Simone Redini Stadion, Cascina     | selejtező (A. csoport) | Anglia–Olaszország     | 0 – 1    |
| 2005. május 14. | Ettore Mannucci Stadion, Pontedera | döntő                  | Hollandia–Törökország  | 0 – 2    |

---
Az európai labdarúgó torna döntőjéhez vezető úton Ausztriába és Svájcba a XIII., a 2008-as labdarúgó-Európa-bajnokságra az UEFA JB játékvezetőként foglalkoztatta.

##### Selejtező mérkőzés
| Időpont             | Helyszín                     | Mérkőzés típusa           | Mérkőzés          | Eredmény |
| ------------------- | ---------------------------- | ------------------------- | ----------------- | -------- |
| 2006. szeptember 6. | Commerzbank-Arena, Frankfurt | előselejtező (C. csoport) | Törökország–Málta | 2 – 0    |